# Liste der Kulturdenkmäler in Ober-Flörsheim
In der Liste der Kulturdenkmäler in Ober-Flörsheim sind alle Kulturdenkmäler der rheinland-pfälzischen Ortsgemeinde Ober-Flörsheim aufgeführt. Grundlage ist die Denkmalliste des Landes Rheinland-Pfalz (Stand: 25. März 2025).

## Denkmalzonen
| Bezeichnung                       | Lage                                 | Baujahr | Beschreibung | Bild                           |
| --------------------------------- | ------------------------------------ | ------- | --- | ------------------------------ |
| Denkmalzone Deutschordenskommende | Comenturei 3–31, Hauptstraße 43 Lage | ab 1237 | Niederlassung des Deutschen Ordens ab 1237, südlichste und zugleich kleinste Kommende der Ballei Marburg; der Kommendenbezirk am Westrand des Dorfes, spätestens um 1280 von einer Mauer umgeben; nach Zerstörungen Wiederaufbau im 18. Jahrhundert; mittelalterliche (?) Umfassungsmauer aus Kalkbruchstein, besonders im Süden und Osten erhalten; im Norden langer Abschnitt mit zugesetzten Schießscharten (Comenturei 16), die Südseite östlich des Torturms auf ganzer Länge bis zur Kante aus Quadern erhalten, ähnlich die Südhälfte des Ostabschnitts; die Mauerzüge machen die Grenzen der einstigen Komturei anschaulich nachvollziehbar; Torturm (siehe Comenturei 31), im 15. Jahrhundert als feldseitiger Zugang der Anlage errichtet; ehemaliges Schaffnereigebäude (siehe Comenturei 3/5/7/9/Hauptstraße 43); ehemalige Komturei (siehe Comenturei 4) | weitere Bilder Fotos hochladen |

## Einzeldenkmäler
| Bezeichnung                                | Lage                                                               | Baujahr                              | Beschreibung | Bild                           |
| ------------------------------------------ | ------------------------------------------------------------------ | ------------------------------------ | --- | ------------------------------ |
| Hofanlage                                  | Alzeyer Straße 1 Lage                                              | 1779                                 | Hofanlage; stattliches spätbarockes Wohnhaus, 1779; veränderter zweiachsiger Anbau, verdachte Hofeinfahrt, Scheune; ummauerter Garten mit Pforte von 1772 | weitere Bilder Fotos hochladen |
| Wohnhaus                                   | Alzeyer Straße 23 Lage                                             | frühes 19. Jahrhundert               | Kleinwohnhaus mit ehemaligem Schweinestall, wohl aus dem frühen 19. Jahrhundert | BW                             |
| Schaffnerei der Deutschordenskommende      | Comenturei 3/5/7/9, Hauptstraße 43 Lage                            | 16. Jahrhundert                      | ehemalige Schaffnerei der Deutschordenskommende, mindestens in Teilen aus dem 16. Jahrhundert, im 18. und 19. Jahrhundert aus oder umgebaut; langgestreckter Walmdachbau mit zwei zu unterscheidenden Hälften; Fenster mit schlichten Sandsteingewänden; historischer Baubestand im Inneren nur bei Nr. 3 und 43, der Südteil (Nr. 5/7/9) bei erhaltener Großform verändert | weitere Bilder Fotos hochladen |
| Komturei der Deutschordenskommende         | Comenturei 4 Lage                                                  | zweite Hälfte des 18. Jahrhunderts   | ehemalige Komturei der Deutschordenskommende, jetzt Bürgerhaus; nach der Mitte des 18. Jahrhunderts, repräsentativer spätbarocker Putzbau mit geohrter Sandsteingliederung; in der Südmauer Spolien, unter anderem Renaissancegesims | weitere Bilder Fotos hochladen |
| Torturm                                    | Comenturei, zu Nr. 31 Lage                                         | 15. oder 16. Jahrhundert             | Torturm; spätgotischer, dreigeschossiger Bruchsteinbau mit spitzbogiger Durchfahrt, Krüppelwalmdach; barocker Innenausbau | weitere Bilder Fotos hochladen |
| Hofanlage                                  | Hauptstraße 7 Lage                                                 | erstes Viertel des 19. Jahrhunderts  | Vierseithof, erstes Viertel des 19. Jahrhunderts; stattliches Wohnhaus mit Torfahrt, um 1818 durch den mennonitischen Gutsbesitzer Johannes Dettweiler (1796–1860) in seiner jetzigen Form gestaltet; Querscheune, im Osten Stall bezeichnet 1818 (18 HDW 18 = Hans DettWeiler); Stallanbau mit Gusseisensäulen; rückwärtig Garten | BW                             |
| Evangelische Kirche                        | Hauptstraße 29 Lage                                                | 1887/88                              | neugotischer Bruchsteinsaal, 1887/88, Architekt Heinrich von Schmidt, München | weitere Bilder Fotos hochladen |
| Katholische Pfarrkirche St. Peter und Paul | Hauptstraße 37 Lage                                                | 1773–83                              | spätbarocker Saalbau, 1773–83, historisierender Westturm, Sandsteinquader, bezeichnet 1930 | weitere Bilder Fotos hochladen |
| Kirch- und Friedhof                        | Hauptstraße, bei Nr. 37 Lage                                       | ab dem 18. Jahrhundert               | Kirchhof mit Stützmauer an der Straße; nördlich der Kirche spätbarockes Friedhofskreuz, 18. Jahrhundert, bis auf den reliefierten Tischsockel erneuert; südlich der Kirche: Grabmal Heinrich Fuldner († 1855), spätklassizistisch mit Relief; Grabmal Helena Lauermann, geb. Schwarz († 1868), neugotisch mit Ecksäulchen; Grabmal Eheleute Konrad und Katharina Busch († 1894 bzw. 1878), Ädikula mit Ecksäulen und Treppengiebel mit Zinnen; Grabmal Peter Berke († 1895) und Peter Berke II. († 1897), Doppelädikula mit reichem Segmentgiebel; Grabmal Elisabetha Pflüger († 1890), profilierte Stele mit Eckpilastern; anonymes Grabmal, Baumkreuz auf Felsensockel, Ende des 19. Jahrhunderts; Grabmal Dr. med. Philipp August Würth († 1888), Eichenstumpf; Grabmal Heinrich Fauth († 1885), vegetabilische Bekrönung; im jüngeren südlichen Teil: Grabmal Eheleute Peter Lawall († 1945), Galvanoplastik einer ruhenden Trauernden, 2014 vom Friedhof entfernt; Grabmal Familie Georg Hofmann II., unter anderem für Friedrich Hofmann († 1921), klassizierende Giebelstele mit Galvanorelief; Grabmal Antonie Gerlach, geb. Wolf († 1923) und Aloys Gerlach († 1953), Kunststeinädikula in spätem Jugendstil mit Relief | Fotos hochladen                |
| Stall                                      | Münchgasse, zu Nr. 10 Lage                                         | 1832                                 | zweischiffiger Gewölbestall, bezeichnet 1832 | BW                             |
| Münchhof                                   | Münchgasse 18 Lage                                                 | 18. und 19. Jahrhundert              | unregelmäßige Anlage des 18. und 19. Jahrhunderts; barockes Wohnhaus des frühen 18. Jahrhunderts, Fachwerkobergeschoss; gegenüber Bruchsteinbau mit Sandsteingliederung; Bruchsteinscheune, bezeichnet 1832, niedrigere Scheune mit Fachwerkgiebel, offene Remise mit Fachwerk | BW                             |
| Kriegerdenkmal                             | Walterplatz, vor Nr. 1 Lage                                        | 1901                                 | Kriegerdenkmal 1870/71, galvanoplastische Figur eines Hessen-Darmstädter Infanteristen mit französischer Beutefahne, 1901 | weitere Bilder Fotos hochladen |
| Fachwerk-Eckständer                        | Weedengasse, an Nr. 6 Lage                                         | 1609                                 | zweitverwendeter Fachwerk-Eckständer, bezeichnet 1609; in einer Fachwerkkonstruktion nach der Mitte des 18. Jahrhunderts | Fotos hochladen                |
| Wasserleitung                              | Weedengasse, zu Nr. 16 Lage                                        | 18. oder Anfang des 19. Jahrhunderts | Wasserleitung, winkelförmiger, mannhoher, tonnengewölbter Gang mit Kammer, Bruchstein, 18. oder Anfang des 19. Jahrhunderts | BW                             |
| Pumpwerk                                   | Weedengasse 44 Lage                                                | 1908                                 | ehemaliges Pumpwerk; malerischer Giebelbau, teilweise mit Gitterfachwerk, 1908, Architekt Ernst Böckmann, Kulturinspektion Mainz | BW                             |
| Wappenstein                                | nordöstlich des Ortes, an der Oberen Mühle Lage                    | zweite Hälfte des 18. Jahrhunderts   | an der Scheune spätbarocker Wappenstein | Fotos hochladen                |
| Weinberghaus                               | südöstlich des Ortes an der B 271; Flur Auf der Hühnerscherre Lage | 1905                                 | Weinberghaus, Rundturm aus Kalkbruchstein mit Zinnenkranz, 1905 | Fotos hochladen                |
| Wasserbehälter                             | südwestlich des Ortes; Flur Am Saurech Lage                        | 1908                                 | Wasserbehälter, pyramidenförmiger Erdbau, Zugang mit Bossenquaderverkleidung, bezeichnet 1908 | BW                             |